# Horatio Henry Couldery

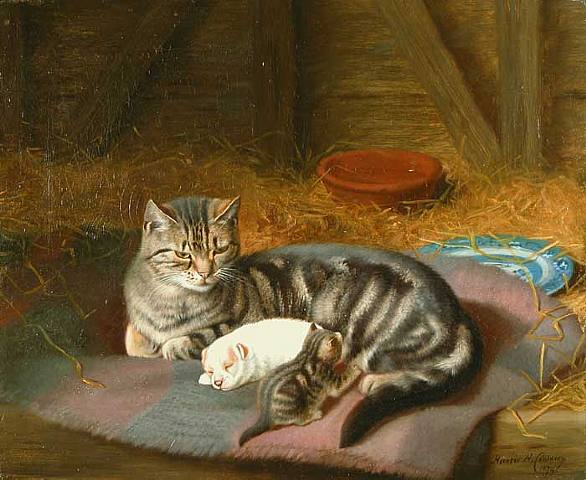
The Unexpected Guest (1874)

Horatio Henry Couldery (* 1832 in Lewisham, London; † 1893) war ein englischer Maler.
Couldery lebte in London. Nach der Lehre bei einem Kunsttischler wurde er etwa 1857 Schüler der Royal Academy Schools. Er malte Tierstücke, vor allem junge Katzen, sowie Genredarstellungen, besonders Sportszenen.